# Zentralabitur
Als Zentralabitur wird eine Abiturprüfung bezeichnet, bei der die schriftlichen Prüfungsaufgaben von einer zentralen Behörde vorbereitet werden. In Deutschland ist dies in der Regel das Kultusministerium des jeweiligen Landes.

## Geschichtliche Entwicklung bis heute in den deutschen Ländern
Das Zentralabitur hat die längste Tradition in Bayern. Hier werden die schriftlichen Abituraufgaben seit 1854 vom Ministerium gestellt. Nur in Ausnahmesituationen wie den Kriegs- und Nachkriegsjahren der beiden Weltkriege hat das Ministerium diese Aufgabe den Schulen überlassen. Auch Baden und Württemberg kannten im 19. Jahrhundert zeitweise zentrale Abiturprüfungen.
Nach dem Zweiten Weltkrieg führte die französische Besatzungsmacht in ihrer Zone ein zentrales Prüfungsverfahren ein. Dabei nahm sie sich das seit 1808 als zentrale und anonyme Prüfung bestehende Baccalauréat zum Vorbild. Diese Maßnahme betraf die Länder Südbaden, Südwürttemberg-Hohenzollern, Saarland und Rheinland-Pfalz. Nach dem Ende der Besatzungszeit schaffte Rheinland-Pfalz das Zentralabitur wieder ab. Im 1952 gebildeten Baden-Württemberg gab es zunächst in den ehemals französisch verwalteten Gebieten das Zentralabitur, im ehemals amerikanischen Norden ein dezentrales Abitur. Seit den 1960er Jahren wurde schrittweise im ganzen Land die zentrale Aufgabenstellung durch das Ministerium eingeführt. Auch das Saarland hielt am Zentralabitur fest.
Nach der deutschen Einheit 1990 entschieden sich vier der fünf neuen Bundesländer (Sachsen, Sachsen-Anhalt, Thüringen und Mecklenburg-Vorpommern) für das aus der DDR gewohnte Zentralabitur. Nur Brandenburg, das sich stark an Nordrhein-Westfalen orientierte, übernahm das im Westen vorherrschende dezentrale Abitur, bei dem die Aufgaben von den Lehrern eingereicht und von der Schulaufsicht genehmigt und ausgewählt werden.
Nach 2000 setzte, teilweise unter Berufung auf die PISA-Studien, ein neuer, bundesweiter Trend zum Zentralabitur ein:
- Brandenburg (2005)
- Hamburg (2005, noch nicht für alle Fächer)
- Niedersachsen (2006, noch nicht für alle Fächer)
- Bremen (2007, noch nicht für alle Fächer)
- Berlin (2007)
- Hessen (2007)
- Nordrhein-Westfalen (2007)
- Schleswig-Holstein (2008, noch nicht für alle Fächer)

Seit dem Schuljahr 2009/2010 finden in den Ländern Berlin und Brandenburg gemeinsame Abiturprüfungen in den Fächern Deutsch, Englisch, Französisch und Mathematik statt. Mit dem Schuljahr 2011/2012 wurden diese um die Fächer Biologie, Geografie und alle Fremdsprachen erweitert und seit dem Schuljahr 2014/2015 nochmals um Chemie, Physik und Geschichte erweitert.
Derzeit führen 15 der 16 Länder ein Zentralabitur durch. Einzig in Rheinland-Pfalz findet ein dezentrales Abitur statt. Hier reichen die Kurslehrer mehrere Aufgabenvorschläge ein, die von Fachberatern geprüft und gegebenenfalls korrigiert werden. Diese stellen die Einhaltung der EPA (Einheitliche PrüfungsAnforderungen) und der formalen Vorschriften sicher.

## Ablauf am Beispiel Baden-Württemberg
Beim Zentralabitur werden landesweit ausgewählte Lehrer (die zum betreffenden Termin meist keinen eigenen Kurs auf das Abitur vorbereiten) aufgefordert, Abituraufgaben vorzuschlagen. Aus diesen Vorschlägen wählt eine Kommission aus. In einem mehrstufigen Verfahren werden die Aufgaben überprüft und wenn nötig umformuliert.
In Baden-Württemberg wird manchmal die Auswahl der aufgabenstellenden Lehrer auch folgendermaßen durchgeführt: Die vier Regierungspräsidien beziehungsweise die jeweiligen Referate für Schule und Bildung werden angewiesen, Aufgaben zu stellen. Diese fordern bei den Schulen nach einem ihnen eigenen Verfahren Aufgabenvorschläge an. Die ausgewählte Schule bestimmt einen Lehrer, der die Aufgaben ausarbeitet. Dabei wird versucht, jedes Jahr andere Lehrer zu bestimmen. Es kann vorkommen, dass Lehrer Aufgaben stellen, die selbst einen Kurs auf das Abitur vorbereiten. Dies gilt besonders für Fächer, die wenig verbreitet sind. Beispiel: Informationstechnik im Technischen Gymnasium.
Die Prüfungsaufgaben des Zentralabiturs kommen somit unter Mitwirkung einer beträchtlichen Anzahl erfahrener Pädagogen zustande, wobei das entscheidende Personal im Laufe der Jahre nur langsam erneuert wird. Diese personelle Kontinuität garantiert weitgehende Kontinuität in Art und Schwierigkeit der Aufgaben. Andererseits kann die Kultusbürokratie durch überraschende Teilaufgaben durchaus auch einmal Impulse für die Neuausrichtung des Unterrichts setzen, und dies wesentlich effizienter als durch Lehrplanänderungen.
Die Korrektur erfolgt in Baden-Württemberg in drei Durchgängen. Die Erstkorrektur findet durch die Fachlehrkraft anhand des vorgegebenen Lösungshinweises statt, wobei auch, wieder nach Fächern verschieden, die Punkteverteilung vorgegeben ist. Die Arbeiten werden von der Schulleitung kodiert und damit anonymisiert. Die Regierungspräsidien verteilen dann die Arbeiten anonym zur Zweitkorrektur an jeweils andere Schulen. Erst- und Zweitkorrektor vermerken ihre Punkte nicht in den Arbeiten, sondern auf einem gesonderten Formular, wobei der Zweitkorrektor die Punkteverteilung und Gesamtpunktzahl des Erstkorrektors nicht erfährt. Die Klausuren gehen an die Regierungspräsidien zurück und von dort an anonyme Drittkorrektoren, in der Regel Fachberater beziehungsweise Fachabteilungsleiter (A 15). Diese erhalten auch die Ergebnisse der Erst- und Zweitkorrektur. Sie legen schließlich die Noten endgültig fest, wobei sie sich im Regelfall nur zwischen den Noten der Erst- und Zweitkorrektur bewegen dürfen. Zwischen den Korrektoren der drei Durchgänge gibt es keinerlei Kommunikation. Der Erstkorrektor erfährt vor der mündlichen Abiturprüfung das Endergebnis, jedoch keinerlei Hinweise, worauf eventuelle Abweichungen von seiner Note beruhen.

## Besonderheiten in anderen deutschen Ländern
In Niedersachsen, Hessen und Nordrhein-Westfalen werden die Prüfungsaufgaben den Schulen in verschlüsselter Form über das Internet zugänglich gemacht. Das bedeutet, dass an jedem Werktag vor einem der landesweit festgelegten Klausurtermine Mitglieder der Schulleitung und weitere Lehrkräfte das Herunterladen und Entschlüsseln, die Vervielfältigung und ggf. auch Auswahl umfangreicher Unterlagen vornehmen müssen. Am jeweiligen Prüfungstag müssen die Schulen zudem ihr E-Mail-Postfach ständig überprüfen, da nicht selten Unklarheiten oder Fehler in den Abituraufgaben erst durch die Fachlehrer erkannt werden und somit unmittelbar vor oder gar während der laufenden Prüfungsarbeiten korrigiert werden müssen.

## Tendenz zu besserer Benotung durch Einführung des Zentralabiturs
Als 2005 mehrere Länder mit der Umstellung vom dezentralen Abitur auf zentrale Prüfungen begannen, verzeichneten sechs Länder, die schon länger ein Zentralabitur praktizierten, die besten Abiturnoten. Sie lagen zwischen 2,3 und 2,5, während die Länder mit dezentralem Abitur Ergebnisse zwischen 2,5 und 2,7 aufwiesen. Mit Einführung des Zentralabiturs sind aber auch in diesen Ländern die Ergebnisse besser geworden, was einerseits auf die Absenkung der Anforderungen hindeutet, anderseits möglicherweise auf einen zunehmenden Zuschnitt der Unterrichtsinhalte hinsichtlich Prüfungsrelevanz zurückzuführen ist.

## Probleme
Bei der Durchführung der zentralen Prüfungen ist es wiederholt zu Problemen gekommen. 2008 erregten zwei nordrhein-westfälische Leistungskurs-Aufgaben im Fach Mathematik bundesweites Aufsehen. Viele Schüler scheiterten an ihnen, während ihre Lösung an anderen Schulen gelang. So mussten in einzelnen Leistungskursen 50 Prozent oder mehr der Schüler in die Nachprüfung gehen. Angesichts öffentlicher Proteste räumte das Ministerium den Betroffenen die Möglichkeit ein, eine neue Klausur zu schreiben. Davon machten 1801 Abiturienten Gebrauch, von denen sich drei Viertel um durchschnittlich zwei Notenpunkte verbesserten. Von ähnlichen Pannen waren 2009 in Hessen die Grund- und Leistungskurse im Fach Mathematik betroffen. Auch hier durfte die schriftliche Prüfung wiederholt werden.

## Österreichische Zentralmatura
In Österreich wurde mit dem Maturajahr 2015 für alle Allgemeinbildenden Höheren Schulen und mit dem Maturajahr 2016 auch für alle Berufsbildenden höheren Schulen eine bundesweit einheitliche Zentralmatura eingeführt. Die Aufgaben für die schriftlichen Prüfungen sind österreichweit identisch, die Aufgaben für die mündlichen Prüfungen folgen einem zentral vorgegebenen Schema, werden aber an den Schulen individuell formuliert. Außerdem muss eine Vorwissenschaftliche Arbeit verfasst werden.
Bei einem Einbruch in den Tresor des Akademischen Gymnasiums Salzburg im Mai 2015 hat der Täter auf der Suche nach Geld ein Kuvert mit den Prüfungsfragen für Latein aufgerissen und damit „Plan B“ ausgelöst: Alle österreichweit 700 Maturanten der 6-Jahre-Latein-Langform erhielten einheitliche Ersatzfragen. Diese wurden am Vorabend den Schulen verschlüsselt online übermittelt, das Passwort wurde erst am Tag der Prüfung um 06:30 Uhr bekannt gegeben. Der Ausdruck der Aufgaben erfolgte direkt an den Schulen, die Prüfungen starteten für die betroffenen Maturanten erst um 10:00 Uhr und damit 2 Stunden später als ursprünglich geplant.

## Situation in anderen Staaten
Das französische Baccalauréat und das litauische Abitur werden ebenfalls mit einheitlichen Aufgabenstellungen zentral geschrieben.
In Russland ist das Bestehen des Einheitlichen Staatsexamens seit 2009 Pflichtkriterium für die Zulassung an Hochschulen.
Im Jahr 2005 wurde in Polen das Zentralabitur für die humanistischen Fächer eingeführt, 2009 folgten Mathematik und die Naturwissenschaften.